# Aonia Mons
Aonia Mons és una estructura geològica del tipus mons a la superfície de Mart, situada amb el sistema de coordenades planetocèntriques a -53.16 ° de latitud N i 272.45 ° de longitud E. Fa 27.07 km de diàmetre. El nom va ser fet oficial per la UAI el quatre de març de 2013 i pren el nom d'una característica d'albedo.